# François Pellegrini
Pour les articles homonymes, voir Pellegrini.
François Pellegrini, né le 19 octobre 1968 à Reims (Marne), est un informaticien, professeur des universités à l’université de Bordeaux et chercheur au Laboratoire bordelais de recherche en informatique (LaBRI) et à Inria. Il est l'auteur du logiciel Scotch,, un logiciel de partitionnement de graphes généraliste. Il est président du cluster NAOS ("Nouvelle-Aquitaine open source") et copilote du Collège "Codes Sources et Logiciels" du Comité pour la Science Ouverte. De février 2014 à février 2024, il a été membre du collège et vice-président de la Commission nationale de l’informatique et des libertés (CNIL).

## Activités
En plus de ses activités de recherche dans le domaine du calcul haute performance et du parallélisme, François Pellegrini s'investit également dans l'étude des enjeux sociétaux des technologies de l’information. À ce titre, il est impliqué dans de nombreux dossiers mêlant numérique et société.
Le 23 janvier 2014, le président du Sénat Jean-Pierre Bel annonce nommer François Pellegrini comme personnalité qualifiée pour siéger au sein de la CNIL. Il est reconduit dans cette fonction le 30 janvier 2019 par son successeur, le président Gérard Larcher. Le 14 janvier 2021, il est élu deuxième vice-président de la Commission.
De mai 2014 à janvier 2018, il a également été vice-président délégué au numérique de l'université de Bordeaux.

### Enjeux sociétaux du numérique
Conseiller de plusieurs eurodéputés et parlementaires nationaux sur ces questions, il a ainsi travaillé pour Michel Rocard sur la directive européenne sur la brevetabilité des logiciels.
Il a été auditionné par des membres de l'Assemblée nationale et du Sénat lors des votes des lois DADVSI et HADOPI.
Auteur d’un rapport sur l'usage du vote électronique lors des élections sénatoriales de 2006, il a été auditionné en 2014 par les sénateurs Alain Anziani et Antoine Lefèvre dans le cadre de leur rapport sur le sujet.
Il est occasionnellement missionné comme expert sur les logiciels libres, les contenus numériques et l’éducation par l’Organisation internationale de la francophonie (OIF).

### Logiciel libre
Il est depuis de nombreuses années le vice-président de l’Association bordelaise des utilisateurs de logiciels libres (ABUL), qui est impliquée dans des projets majeurs de logiciel libre tels qu’AbulÉdu, un environnement numérique intégré pour les écoles, ou bien les Rencontres mondiales du logiciel libre (RMLL), dont il a été le cofondateur,.
Il est également le coprésident du cluster NAOS, association de promotion du développement économique et territorial en Nouvelle-Aquitaine au moyen de technologies libres.

### Droit
Ces diverses activités, au confluent de l'informatique et de ses retombées sociales, l'ont peu à peu conduit à investir le champ du droit en tant qu'objet de recherches. C'est ainsi qu'il a rédigé, avec le juriste Sébastien Canévet, le livre de référence Droit des logiciels - logiciels privatifs et logiciels libres. En plus de réaliser un état du droit en matière de logiciels, cet ouvrage présente un certain nombre de contributions théoriques originales, portant entre autres sur l'interopérabilité, la limitation de la diffusivité des licences libres et l'organisation sociale et économique de la création logicielle libre.
Depuis son entrée à la CNIL, il a également travaillé sur le droit des données à caractère personnel, en lien avec des dossiers tels que la biométrie, les fichiers régaliens (TES, FNAEG) ou la portabilité des données.

### Vulgarisation
Amateur de vulgarisation scientifique, François Pellegrini a présenté entre 2005 et 2007 Double Clic, une chronique Internet hebdomadaire sur TV7 Bordeaux, la télévision locale de l’agglomération bordelaise.
En 2017, il a donné quatre conférences dans le cadre de la chaire « Le numérique » de l'Université populaire de Bordeaux . Il intervient à nouveau dans ce cadre en marge des représentations de la pièce de théâtre "Pavillon Noir" du Collectif OS'O sur le piratage informatique en janvier 2018.
En 2020, l'université de Bordeaux a mis en libre accès son cours multimédia en ligne grand public Informatique et société.

### Principales publications de François Pellegrini

#### Numérique et société
- Comment les traitements algorithmiques interfèrent-ils avec notre vie privée ?, conférence donnée le 11 décembre 2021 dans le cadre du forum NAIA-R organisé en partenariat avec l'université de Bordeaux.
- Informatique et société, module de cours en ligne créé à l'université de Bordeaux, décembre 2020 (disponible sous licence CC-BY-NC-SA) .
- Réflexions sur les outils numériques de suivi de contacts : Contribution à la table ronde de chercheurs du 23/04/2020 organisée par la commission des lois du Sénat dans le cadre de la mission de suivi de la loi d’urgence pour lutter contre l’épidémie de COVID-19, notes de synthèse, avril 2020 .
- François Pellegrini et André Vitalis, « L'ère du fichage généralisé », Le Monde diplomatique, no 769,‎ avril 2018 (lire en ligne). Version abrégée du rapport de recherche Inria RR-9046.
- François Pellegrini et André Vitalis, « La création du fichier biométrique TES : la convergence de logiques au service du contrôle », Sociologie, vol. 8, no 4,‎ décembre 2017 (lire en ligne).
- Numérique et attention, conférence donnée le 18 novembre 2017 dans le cadre du séminaire L'attention, un bien précieux, une ressource à partager organisé par Dhagpo Bordeaux en partenariat avec l'université de Bordeaux et Cap Sciences, Bordeaux. Transcription textuelle par l'April :  ; capture vidéo :  ; page de l'ensemble des interventions : .
- François Pellegrini, « Les algos : ni loyaux, ni éthiques ! », blog Binaire, Libération,‎ 27 mars 2017 (lire en ligne).
- Identités biométrisées et contrôle social (avec André Vitalis), rapport de recherche Inria, RR-9046, mars 2017 .
- L'éthique et la révolution numérique, conférence donnée le 5 novembre 2016 dans le cadre du séminaire Technologies, éthique et cognition organisé par Dhagpo Bordeaux en partenariat avec l'université de Bordeaux et Cap Sciences, Bordeaux. Transcription textuelle par l'April :  ; capture vidéo :  ; page de l'ensemble des interventions : .
- François Pellegrini, La biométrie des honnêtes gens, blog personnel, 3 novembre 2016 .
- François Pellegrini, « Souveraineté numérique : “Le recours aux logiciels libres constitue la seule alternative viable” », Le Monde, supplément Éco & entreprises,‎ 25 juin 2016 (lire en ligne). Version étendue disponible sur le site de l'auteur .
- Claude Malhuret et François Pellegrini, « La loi renseignement, un projet liberticide en l'état », Libération,‎ 2 juin 2015 (lire en ligne).
- Chaînes de confiance et périmètres de certification : le cas des systèmes de « vote électronique », rapport de recherche Inria, RR-8553, juin 2014 [PDF] .
- La révolution numérique, conférence donnée le 9 avril 2013, Talence, capture vidéo en deux parties :  et .
- Le logiciel libre, un modèle de société, intervention aux journées Capitole du libre, Toulouse, novembre 2011  [PDF]  (vidéo).
- Note sur le projet de loi « favorisant la diffusion et la protection de la création sur Internet » et sur le « rapport Thiollière », octobre 2008 [PDF] .
- République 2.0 - Vers une société de la connaissance ouverte (contributeur), 15 avril 2007 [PDF] .
- Rapport d'observations - afin d'auditer le déroulement du vote par correspondance électronique des électeurs inscrits sur les listes électorales consulaires des circonscriptions électorales d'Europe et d'Asie et Levant pour les élections de 2006 à l'Assemblée des Français de l'Étranger, juin 2006 [PDF] .
- Note sur le numérique, le P2P, les MTP, et DADVSI, février 2006 [PDF] .

#### Droit
- L’originalité des œuvres logicielles créées par composition de briques préexistantes, conférence donnée dans le cadre de la journée de formation AFDIT-CNEJITA du 13 avril 2021[23], diapositives  et enregistrement vidéo .
- Vers une remise en cause de la légalité du FNAEG ? (avec Ousmane Gueye), actes des Convergences du Droit et du Numérique, novembre 2017 .
- L'originalité des œuvres logicielles, Revue internationale du droit d'auteur, avril 2017, p. 45-105 . Version préliminaire disponible sous forme de rapport de recherche Inria, RR-8945 .
- Fondamentaux juridiques - Collaboration industrielle et innovation ouverte (avec Patrick Moreau, Camille Moulin et Jeremy Pappalardo, préface de Stéfane Fermigier), in Les livrets bleus du Logiciel libre, Pôle Aquinetic et GTLL Systematic Paris-Region, 2e édition, novembre 2016 [PDF] .
- François Pellegrini et Sébastien Canevet (préf. Michel Rocard), Droit des logiciels: logiciels privatifs et logiciels libres, Presses universitaires de France, novembre 2013, 616 p. (ISBN 978-2-13-062615-2).
- François Pellegrini et Sébastien Canevet, « Le droit du numérique : une histoire à préserver », Inria, no 8100,‎ 2016 (ISSN 0249-6399, lire en ligne , consulté le 10 mars 2024).
- Interopérabilité, formats ouverts et logiciels libres, intervention aux Journées Réseau de l'Enseignement Supérieur (JRES), Toulouse, novembre 2011 .
- Analysis of software patentability in Europe, chapitre 11 de Software Patents -- Legal Perspectives, Hyderabad, Amicus Books - ICFAI University Press, 2007, p. 192-209 [PDF]   (ISBN 81-314-0653-9).

#### Informatique
- Scotch & PT-Scotch - Logiciels et bibliothèques séquentiels et parallèles pour le partitionnement de graphes, le placement statique, et la renumérotation par blocs de matrices creuses, et le partitionnement séquentiel de maillages et d'hypergraphes .
- Current challenges in parallel graph partitioning, Comptes-rendus de l'Académie des sciences, Mécanique, 339(2-3), janvier 2011, p. 90-95 DOI 10.1016/j.crme.2010.11.004.
- Parallélisation du partitionnement de graphes, chapitre 4 de Partitionnement de graphe, in collection IC2 - Traité Informatique et Systèmes d'Information, Hermès-Lavoisier, 2010, p. 107-144  (ISBN 978-2-7462-3005-7).
- Placement statique de graphes de processus, chapitre 5 de Partitionnement de graphe, in collection IC2 - Traité Informatique et Systèmes d'Information, Hermès-Lavoisier, 2010, p. 145-168  (ISBN 978-2-7462-3005-7).
- Contributions au partitionnement de graphes parallèle multi-niveaux / Contributions to parallel multilevel graph partitioning, mémoire d'habilitation à diriger des recherches no 464, Université Bordeaux 1, décembre 2009 [PDF] .
- Application de méthodes de partition à la résolution de problèmes de graphes issus du parallélisme, mémoire de doctorat no 1244, Université Bordeaux 1, janvier 1995 [PDF] .

#### Science ouverte
- Science ouverte, Codes et Logiciels, Mónica Michel Rodríguez, François Pellegrini, Roberto Di Cosmo, Laurent Romary, Sabrina Granger, Sacha Hodencq, Joanna Janik, Romane Coutanson, Madeleine Géroudet, août 2022 [PDF]

### Publications mentionnant François Pellegrini
- Mathieu Houadec, « Aujourd’hui, avec la démocratisation de l'intelligence artificielle, on se rend compte de ses limites et de ses risques », La République des Pyrénées,‎ 22 avril 2023 (lire en ligne).
- Delphine Sabattier, « Open source, pour un numérique souverain ? », B-Smart TV / SmartTech,‎ 16 novembre 2021 (lire en ligne). Transcription textuelle par l'April :
- Marceau Taburet, « Contre l’abstention, la tentation un peu rapide du vote électronique », Libération,‎ 25 juin 2021 (lire en ligne).
- Nicolas César et Yann Saint-Sernin, « Comment protéger nos données personnelles sur Internet / "Les empires du numérique ne sont pas éternels" », Sud Ouest,‎ 29 mars 2018 (lire en ligne).
- Jérôme Hourdeaux, « Les pratiques du fichage génétique familial », Mediapart,‎ 10 novembre 2017 (lire en ligne).
- Yann Saint-Sernin, « Fichier TES : "Un bon système doit être faillible, sinon on crée un monstre" », Sud Ouest, édition Bordeaux,‎ 29 novembre 2016 (lire en ligne).
- Louise Fessard et Jérôme Hourdeaux, « Le gouvernement autorise un fichage sans précédent des Français », Mediapart,‎ 3 novembre 2016 (lire en ligne).
- Marc Rees, « Cazeneuve se justifie sur le fichage de 60 millions de Français mais rejette la puce sécurisée », NextInpact,‎ 2 novembre 2016 (lire en ligne).
- Erwan Cario, « Avocat inattendu du logiciel libre », Libération,‎ 3 juillet 2016 (lire en ligne).
- Thierry Noisette, « Michel Rocard, héros victorieux de la lutte contre les brevets logiciels », ZDNet,‎ 3 juillet 2016 (lire en ligne).
- Yann Saint-Sernin, « L’algorithme prédictif : "c'est Kafka qui rencontre Matrix" », Sud Ouest, édition Bordeaux,‎ 9 juillet 2015 (lire en ligne).
- Julien Rousset, « Accueillir Snowden », Sud Ouest, édition Bordeaux,‎ 13 juin 2014, p. 4 (lire en ligne).
- « Des machines à frauder dans les mairies », Le Canard enchaîné,‎ 6 mai 2014, p. 2.
- Mickaël Bosredon, « Une terre d'innovation pour seniors », 20 minutes (France), édition Bordeaux,‎ 18 février 2014, p. 3 (lire en ligne).
- Alain Anziani et Antoine Lefèvre, Vote électronique : préserver la confiance des électeurs, rapport d'information fait au nom de la commission des lois constitutionnelles, de législation, du suffrage universel, du Règlement et d’administration générale sur le vote électronique, Sénat, 9 avril 2014[13].
- Jean-Louis Hugon, « Mont-de-Marsan : François Pellegrini, président d'Aquinetic, est nommé à la CNIL », Sud Ouest, édition Landes,‎ 24 janvier 2014 (lire en ligne).
- (en) Françoise Breton, « Organizing Computing on Parallel Machines », Inria Technoscope,‎ 21 décembre 2012 (lire en ligne).
- Christophe Loubès, « Logiciels libres et viables », Sud Ouest, édition Rive gauche,‎ 18 juin 2010 (lire en ligne).
- Gilles Guitton, « François Pellegrini - Homme du libre », Sud Ouest, édition Rive gauche,‎ 2 octobre 2009.
- Perline et Thierry Noisette, La bataille du logiciel libre : Dix clés pour comprendre, Paris, La Découverte, coll. « Sur le Vif », février 2006, 144 p., 114 mm x 190 mm (ISBN 978-2-7071-4880-3), p. 95.